# رسوایی فساد مالی قطر در پارلمان اروپا

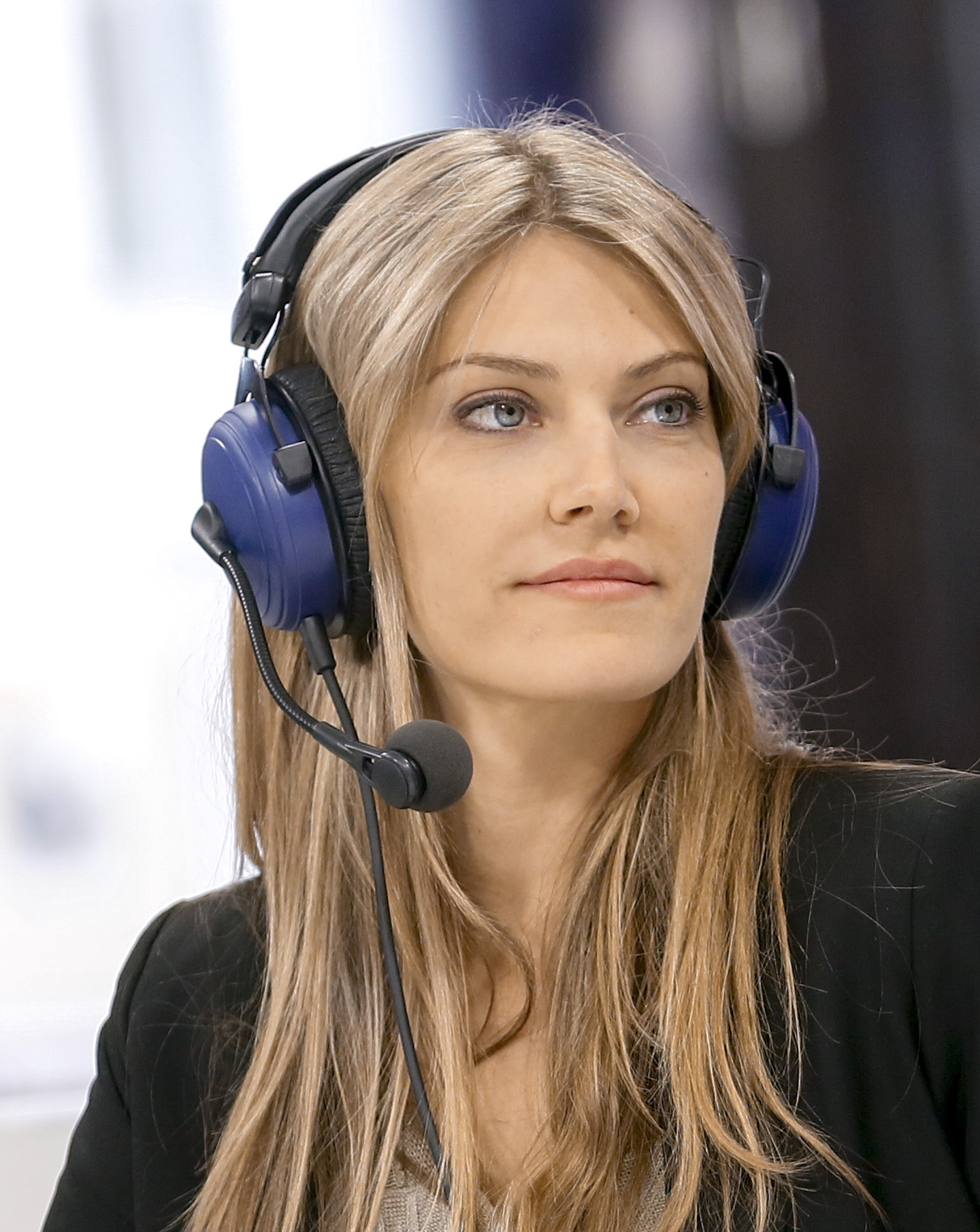
اوا کایلی معاون سابق اتحادیه اروپا؛ از متهمان پرونده

رسوایی فساد مالی قطر در پارلمان اروپا یا قطرگیت یک رسوایی سیاسی در سال ۲۰۲۲ است که در آن سیاستمداران، کارکنان مرتبط با امور سیاسی، لابی‌ها، کارمندان دولتی و خانواده‌های آنها متهم شدند که با قصد تحت سلطه درآوردن سیاستگذاری‌ها در پارلمان اروپا، رشوه‌های غیرقانونی و خارج از ضابطه را از قطر دریافت کرده‌اند. قطر در این راستا این اتهامات را رد کرد. اقدامات قانونی به وسیله مقامات ایتالیایی، بلژیکی و یونانی انجام شد که منجر به کشف و ضبط ۱٫۵ میلیون یورو پول نقد، رایانه و موبایل و دستگیری تعدادی به اتهام فساد مالی، پولشویی و جرایم سازمان یافته شد.